# 에마 윌러드
엠마 윌러드 (Emma Willard, 1787년 2월 23일 – 1870년 4월 15일)는 여성 교육에 평생을 바친 미국의 활동가였다. 그녀는 여러 학교에서 일했으며 미국 최초의 여성 고등 교육 기관인 트로이 여성 신학교를 트로이 (뉴욕주)에 설립했다. 학교의 성공으로 윌러드는 전국과 해외를 여행하며 여성 교육을 홍보할 수 있었다. 이 신학교는 1895년에 그녀를 기려 엠마 윌러드 스쿨로 이름이 변경되었다.

## 초기 생애
엠마 윌러드는 1787년 2월 23일 베를린 (코네티컷주)에서 태어났다. 그녀는 아버지 사무엘 하트와 그의 두 번째 부인 리디아 힌스데일 하트 사이에서 태어난 17명의 자녀 중 16번째였다. 그녀의 아버지는 자녀들이 스스로 읽고 생각하도록 격려하는 농부였다. 어린 나이에 윌러드의 아버지는 그녀의 학습에 대한 열정을 알아보았다. 당시 여성들은 기본적인 교육만 받았지만, 윌러드는 주로 남성들의 주제였던 정치, 철학, 세계 정치 및 수학과 같은 가족 토론에 참여했다. 15세에 윌러드는 1802년 고향 베를린에서 처음으로 학교에 등록했다. 그녀는 너무 빨리 발전하여 불과 2년 후인 17세에 그곳에서 가르치고 있었다. 윌러드는 결국 1806년에 한 학기 동안 아카데미를 책임졌다.

## 경력
1807년 윌러드는 베를린을 떠나 웨스트필드 (매사추세츠주)에서 잠시 일한 후 미들베리 (버몬트주)의 여성 아카데미에서 일자리를 수락했다. 그녀는 1807년부터 1809년까지 그 아카데미에서 교장직을 맡았다. 그녀는 그곳에서 가르치는 내용에 감명을 받지 못하고 1814년 자신의 집에서 여성 기숙 학교인 미들베리 여성 신학교를 열었다. 그녀는 조카 존 윌러드가 미들베리 칼리지에서 배우고 있던 과목들에서 영감을 받아 여학교에서 가르치는 교육과정을 개선하기 위해 노력했다.
윌러드는 여성들이 피니싱 스쿨에서 가르치는 과목뿐만 아니라 수학과 철학과 같은 주제도 숙달할 수 있다고 믿었다. 여성 교육에 대한 이러한 열정은 그녀가 최초의 여성 고등 교육 학교를 위해 싸우도록 이끌었다.

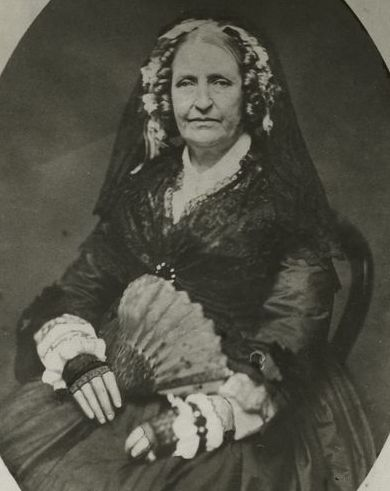
엠마 윌러드

그녀의 성공은 교육에 대한 자신의 생각을 공유하고 1819년에 뉴욕 주 의회 의원들에게 제출한 소책자인 "여성 교육 개선 계획"을 쓰도록 영감을 주었다. 그녀의 소책자는 여성에게 문학적 또는 과학적 교육이 필요하지 않다는 당시의 생각을 거부했다. 예를 들어, 전 해에 토머스 제퍼슨은 여성들이 소설을 읽어서는 안 된다고 제안하는 편지를 썼는데, 소수의 예외를 제외하고는 그것들을 "쓰레기 덩어리"라고 부르며 "비슷한 이유로 너무 많은 시에 탐닉해서도 안 된다"고 덧붙였다.
의회 연설에서 윌러드는 현재의 여성 교육이 소년들이 받는 교육량에 비해서나 기본 원칙에 있어서나 부적절하다고 말했다. 그녀가 지적한 문제 중 하나는 여성 교육이 "젊음과 아름다움의 매력을 유리하게 전시하는 데 너무나도 독점적으로 맞춰져 있었다"는 것이었다. 또 다른 문제는 "우리 성별을 교육하는 데 있어서 첫 번째 목표는 상대를 기쁘게 하는 것이었다"는 것이었지만, "이성과 종교는 우리 역시 기본적인 존재이며... 남성의 위성은 아니다"라고 가르쳤다. 그녀의 계획에는 남성 학교와 마찬가지로 공공 자금으로 운영되는 여성 신학교에 대한 제안이 포함되어 있었다.
윌러드는 의원들로부터 아무런 답변을 받지 못했는데, 그들 중 일부는 여성 교육이 하나님의 뜻에 어긋난다고 믿었기 때문이다. 윌러드는 마침내 뉴욕 주지사 드위트 클린턴의 지지를 얻었고, 그는 그녀에게 그곳에 학교를 열 것을 권유했다. 원래 윌러드는 워터포드 (뉴욕주)에 기관을 열었지만 약속된 재정 지원을 받지 못했고, 따라서 그녀의 학교를 트로이 (뉴욕주)로 옮겨 더 많은 지원과 자금을 받았다.
트로이 여성 신학교는 1821년 9월에 기숙 및 통학 학생들을 위해 문을 열었다. 이것은 미국에서 여성에게 고등 교육을 제공한 최초의 학교였다. 교육 과정은 그녀가 여성 교육에 포함시키고 싶었던 과목들, 즉 수학, 철학, 지리, 역사, 과학으로 구성되었다. 윌러드는 학교를 성공으로 이끌었고, 1831년에는 300명 이상의 학생들이 등록했다.
이 학교는 부유하거나 지위가 높은 가정의 학생들을 끌어들였다. 대부분의 학생들이 여전히 주부로 끝났지만, 윌러드는 학생들이 여성 교육을 추구하는 것을 방해하지 않았고 그들의 권리를 위해 계속 싸웠다. 여성 역사에서 오늘날의 명성에도 불구하고, 윌러드는 19세기 중반의 여성의 선거권 운동의 지지자가 아니었다. 윌러드는 여성 교육이 훨씬 더 중요한 문제라고 믿었다.

## 결혼과 가족

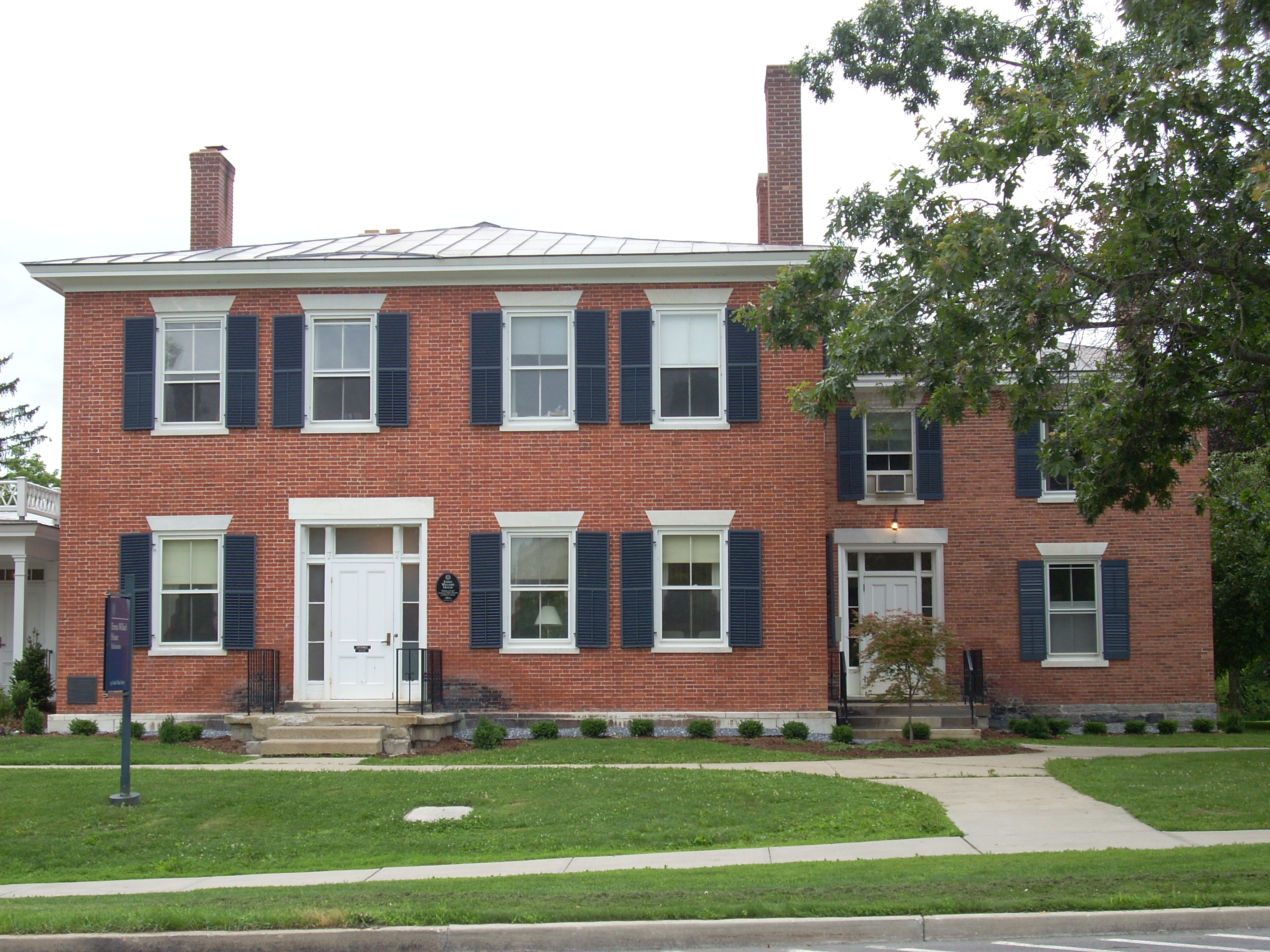
미들베리의 엠마 윌러드 하우스

미들베리 아카데미에서 일하는 동안, 윌러드는 미래의 남편인 존 윌러드를 만났다. 그는 의사였고 그녀보다 28살이 많았다. 존 윌러드는 이전 결혼에서 네 자녀를 데리고 결혼했다. 그의 조카인 존 윌러드도 미들베리 칼리지에 다니면서 그들과 함께 살았는데, 이는 엠마 윌러드가 자신의 교육적 견해를 형성하는 데 많은 영감을 주었다. 엠마 윌러드의 여동생인 알미라 하트 링컨 펠프스는 첫 남편 시미언 링컨이 사망한 후 1823년에 엠마와 합류하여 트로이 여성 신학교에서 8년 동안 가르쳤다.
엠마와 존 윌러드는 존 윌러드 하트라는 아들 한 명을 두었는데, 그는 윌러드가 1838년에 트로이 여성 신학교를 떠날 때 학교의 경영권을 물려받았다. 엠마의 첫 남편은 1825년에 사망했고, 1838년에 그녀는 크리스토퍼 C. 예이츠와 결혼했지만 1843년에 이혼했다.

## 저작

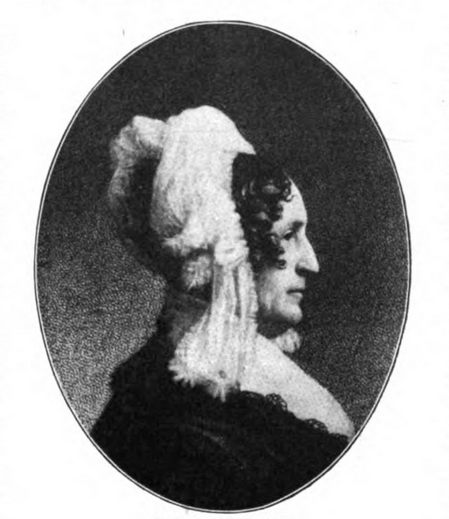
날짜 미상 사진

트로이 여성 신학교에서 얻은 이익과 더불어, 윌러드는 글쓰기로도 생계를 유지했다. 그녀는 평생 동안 역사와 지리 책을 포함하여 여러 교과서를 썼다. 그녀의 작품 중 일부는 다음과 같다: 미국사, 또는 아메리카 공화국 (1828), 약속 이행 체계 (1831), 혈액 순환을 일으키는 동력에 관한 논문 (1846), 학교를 위한 시간의 사원과 세계사 안내 (1849), 미국 역사의 마지막 잎사귀 (1849), 천문학; 또는 천문 지리학 (1854), 그리고 젊은이를 위한 도덕 (1857). 윌러드의 역사 및 지리 교재에는 남성과 더불어 여성도 포함되어 있었고, 사회가 문명화되었는지 여부를 결정하는 주요 요인으로서 여성의 지위를 강조했다.
윌러드는 또한 시집인 "약속의 이행"(1831)을 출판했으며, 가장 인기 있는 시는 "깊은 요람에 흔들리다"였는데, 그녀는 1839년 해양 항해 중에 이 시를 썼다고 한다. 1830년 그녀는 유럽을 여행했다. 3년 후, 그녀는 자신의 여행에 관한 책 수익금을 아테네 (그리스)에 설립을 도운 여성 학교에 기부했다. 이 책 "프랑스와 영국에서 온 편지"는 애비 제인 모렐의 남극해 여행기록과 함께 검토되었으며, "스스로 터득한 우리 동포 여성들의 작품으로 ... 그들의 성별에 신뢰를 더한다"고 묘사되었다.

## 지도책과 지리 교과서
윌러드는 미국의 지리학자 윌리엄 채닝 우드브리지와 함께 '우드브리지와 윌러드의 지리 및 지도책'(1823)을 공동 집필했다. 그녀는 그와 함께 '비교 및 분류 원리에 입각한 세계 지리 체계'를 공동 집필했다. 윌러드와 우드브리지는 미국 최초의 널리 사용된 역사 지도책을 만들었다. 지도, 그래프, 그림은 국가 지리의 세부 사항을 크고 강력하며 복잡한 국가라는 대중적인 국가 이미지에 통합했다. 그녀의 지도 그리기 지리 교육학은 미국에서 인기를 얻었으며 19세기 동안 남아시아의 미국 선교 학교에서도 영향력을 행사했다.

## 말년과 사망
엠마의 남편 존 윌러드는 1825년에 사망했다. 그녀는 1838년에 재혼할 때까지 트로이 여성 신학교를 이끌었고, 학교는 아들과 며느리에게 맡겼다. 그녀는 크리스토퍼 예이츠 박사와 결혼하여 그와 함께 보스턴으로 이사했다. 그는 자신의 경력을 포기했지만, 결혼 9개월 만에 별거했고, 1843년에 예비이혼판결이 내려졌다.
그녀는 말년에 미국 전역과 유럽을 여행하며 여성 교육을 홍보했다. 그녀의 노력을 지지하기 위해, 그녀는 여러 기사를 발표하고 전국에서 강연을 통해 그 대의를 홍보했다. 그녀의 개인 비서는 셀리아 M. 벌리였다. 윌러드의 노력은 아테네 (그리스)에 여성 학교를 설립하는 데 도움이 되었다. 엠마 윌러드는 1870년 4월 15일 뉴욕주 트로이에서 사망하여 오크우드 묘지에 안장되었다.

## 유산과 영예
트로이 여성 신학교는 1892년에 그녀를 기려 엠마 윌러드 스쿨로 이름이 변경되었고, 오늘날에도 여성 교육에 대한 그녀의 강한 신념을 계속해서 홍보하고 있다. 고등 교육 대의에 대한 그녀의 봉사를 기리는 동상이 1895년 트로이에 세워졌으며, 현재 러셀 세이지 칼리지 캠퍼스에 서 있다.
대리석 엠마 윌러드 기념관은 1941년 미들베리에 건립되었다. 1905년 윌러드는 브롱스의 위대한 미국인 명예의 전당에 헌액되었다. 2013년 윌러드는 전미 여성 명예의 전당에 헌액되었다.
그녀는 여러 전기 작품의 대상이 되었다. 그녀의 지리서는 칼훈에 의해 논의되었고, 그녀의 역사서는 베임에 의해 논의되었다.

## 같이 보기
- 연대기 작성자, 윌러드가 역사적 사건을 표시하기 위해 개발한 그래픽 유형

## 더 읽어보기
- Baym, Nina. "Women and the Republic: Emma Willard's Rhetoric of History," American Quarterly (1991) 43#1 pp. 1–23 in JSTOR
- Goodsell, Willystine, et al. Pioneers of Women's Education in the United States: Emma Willard, Catherine Beecher, Mary Lyon. (1931)
- Grigg, Susan. "Willard, Emma Hart"; American National Biography Online Feb. 2000. Access Nov 20 2014
- Lutz, Alma. Emma Willard: pioneer educator of American women (Greenwood Press, 1983)
- Article from the Emma Willard School
- Anna Callender Brackett, ed., Woman and the higher education (Harper, 1893).
- Emma Willard,  A plan for improving female education (Middlebury College, 1819).
- "Maps Have the Power to Shape History" An article regarding her mapping innovations, Atlas Obscura 2018